# Equilibrismus
Das Konzept des Equilibrismus (zusammengesetzt aus lat.: aequus (gleich) und libra (Waage)) ist ein ganzheitlicher Ansatz, der die existentiellen globalen Probleme im sozialen, politischen und ökologischen Bereich in einem Gesamtzusammenhang betrachtet, um nachhaltige Lösungswege finden zu können, um einen dritten Weg zwischen Kapitalismus und Kommunismus zu finden. Außerdem bezeichnet Equilibrismus einen Verein, der global agiert und versucht, diese Ziele bekanntzumachen und umzusetzen.

## Konzept
Das Konzept des Equilibrismus wird von Volker Freystedt und Eric Bihl in dem Buch Equilibrismus – Neue Konzepte statt Reformen für eine Welt im Gleichgewicht dargestellt.
Der Equilibrismus („Gleichgewicht“) will fehlerhafte Systeme nicht „reformieren“, sondern durch Rückbesinnung auf die Grundfragen neue Modelle entwickeln. Das gilt vor allem für unsere Wirtschaftsordnung, in deren Gefolge aber auch für Politik, Ökologie, Kultur und Sozialwesen. Dabei ist dem Equilibrismus immer die Gesamtschau wichtig, die alle Folgen unserer Aktivitäten berücksichtigt. Im Gegensatz zur heute vorherrschenden anthropozentrischen Sichtweise erkennt das sozioökologische Wirtschaftskonzept des Equilibrismus die Regeln und Kreislaufgesetze der Natur an und sieht den Menschen als einen Teil der Natur.
Die sechs Grundpfeiler sind dabei:
1. Öko-Alternativen,  Effizienz- und Strukturneugestaltung: Der Equilibrismus strebt danach, alternativen Produkten und Verfahren, die biologisch abbaubar und effizienter in der Energieverwertung sind, Priorität einzuräumen.
2. Natürliches Kreislauf-Wirtschaftssystem: Zukunftsfähiges Wirtschaften erfordert ein Wirtschaftssystem, das nach dem natürlichen Prinzip eines Kreislaufs funktioniert, auf lokaler wie auf globaler Ebene.
3. Nachhaltige Wirtschaftsordnung: Nachhaltiges Wirtschaften bedeute, dass knappe und nicht reproduzierbare Güter wie Boden und Bodenschätze nicht zu Spekulationszwecken genutzt werden. Durch eine reformierte Geldordnung müsse außerdem das Geld auf seine Mittlerrolle zwischen den realen Wirtschaftsvorgängen zurückgeführt werden. So soll eine Geldnutzungssteuer und, wenn das Geld nicht genutzt wird, eine Umlaufsicherungsgebühr erhoben werden. Außerdem soll Regiogeld, bei dem dies bereits zum Einsatz kommt, die nationalen Währungen ergänzen, damit regionalen Produkten und Dienstleistungen Priorität eingeräumt wird. Steuern sollen nicht mehr auf Einkommen, sondern auf Verbrauch erhoben werden, so sollen zum Beispiel die Besitzer von Grundstücken jährlich eine Bodensteuer bezahlen, welche 5 % des Immobilienwertes betragen soll. Um das Kostenbewusstsein zu stärken, sollen Krankenversicherungen künftig ein geteiltes Konto haben, wobei die Versicherten einen der beiden Teile durch Beitragszahlungen immer wieder neu auffüllen müssen, ähnlich wie bei den privaten Krankenversicherungen. Damit Kinder nicht mehr vernachlässigt werden, sollen sie auch in die Rentenversicherung mit eingebunden werden, wie es bereits mit der Krankenversicherung geschieht. Insgesamt sind die meisten wirtschaftlichen Forderungen des Equilibrismus der Freiwirtschaft entlehnt.
4. Weltbürgertum, UN-Reform: Nur in einem weltföderalistischen System könnten die Interessen aller relevanten Akteure ebenenübergreifend in einen konstruktiven und zukunftsfähigen Zusammenhang gebracht werden. Dies erfordere ein neues Bewusstsein und eine Reform der Vereinten Nationen. Durch diese soll ein UN-Parlament nach Vorbild des Europäischen Parlaments geschaffen werden. Außerdem soll ein Internationaler Zivilgerichtshof entstehen, der Konflikte zwischen den unterschiedlichen Handelsregeln und Umweltabkommen schlichten soll.
5. neue, viergliedrige Ordnung für Gesellschaft und Staat:  Daneben streben die Equilibristen auch eine neue Ordnung für Gesellschaft und Staat an. Anstelle eines einheitlichen Parlaments gäbe es in einem equilibristischen Staat vier Parlamente, das politische, das Wirtschafts-, das Kultur- und das Grundwerteparlament. Der Equilibrismus greift hiermit die Theorie der Viergliederung von Johannes Heinrichs auf. Die Verwaltung soll regionalisiert werden und nach dem Prinzip der Subsidiarität arbeiten.
6. Loslösen von Abhängigkeiten als ein gesellschaftliches Ideal:  Außerdem streben die Equilibristen ein Loslösen von kulturell und wirtschaftlich geschaffenen gemeinwohl-schädlichen Abhängigkeiten an, das aus unserer derzeit unreflektierten Sucht oft als Verzicht dargestellt wird und wohl auch von den Süchtigen so erlebt werden würde.

## Fiktion
Der Autor Dirk C. Fleck schrieb insgesamt vier Bücher über den Equilibrismus (siehe Abschnitt Literatur).
1. In Das Tahiti-Projekt beschreibt er, wie auf Tahiti in Französisch-Polynesien das Konzept des Equilibrismus umgesetzt wird. Das Buch wurde mit dem Deutschen Science Fiction Preis 2009 ausgezeichnet.[1]
2. In der Fortsetzung MAEVA! (als Taschenbuch Das Südsee-Virus) wird erzählt, wie sich der Equilibrismus weltweit durchsetzt.[2]
3. Mit Feuer am Fuss schließt Fleck 2015 die Maeva-Trilogie ab.[3]
4. Dagegen erzählt der Roman GO! Die Ökodiktatur, was passieren würde, wenn keine freiwillige ganzheitliche Änderung zustande käme.

## Realität
Um zu zeigen, dass das sozial-ökologische Konzept Equilibrismus funktionieren kann, soll ein Musterstaat nach dessen Vorbild entstehen. Derzeit prüft der Equilibrismus e.V. Regionen, die dafür geeignet sein könnten. Laut dem Verein seien dafür am besten unabhängige Inseln mit überschaubarem Wirtschaftsraum, politischer und sozialer Stabilität geeignet. Aber für Modellprojekte kämen auch private Inseln oder ein extraterritoriales Gebiet auf Island in Betracht. Der Brennpunkt liege dabei in Französisch-Polynesien, wo eine Modellregion entstehen soll. Nachdem der ursprüngliche Wunschkandidat Moorea gescheitert sei, prüfe man nun die Insel Rapa Iti wie auch den Inselstaat Niue.

## Förderer
- Der Equilibrismus wird vom österreichischen Unternehmen Sonnentor unterstützt und gefördert.[5]
- Die Anregung für das Schreiben des Romans Das Tahiti-Projekt von Dirk C. Fleck soll Peter Ustinov gegeben haben. Er wolle, dass sich die Ideen [des Equilibrismus] ausbreiten. Aus einem Roman könne ein Film entstehen, der viele Menschen weltweit erreichen könne.[6]